# Psychotria chonantha
Psychotria chonantha är en måreväxtart som först beskrevs av Alexander Gilli, och fick sitt nu gällande namn av Seymour Hans Sohmer. Psychotria chonantha ingår i släktet Psychotria och familjen måreväxter. Inga underarter finns listade i Catalogue of Life.